# Benedito da Polônia

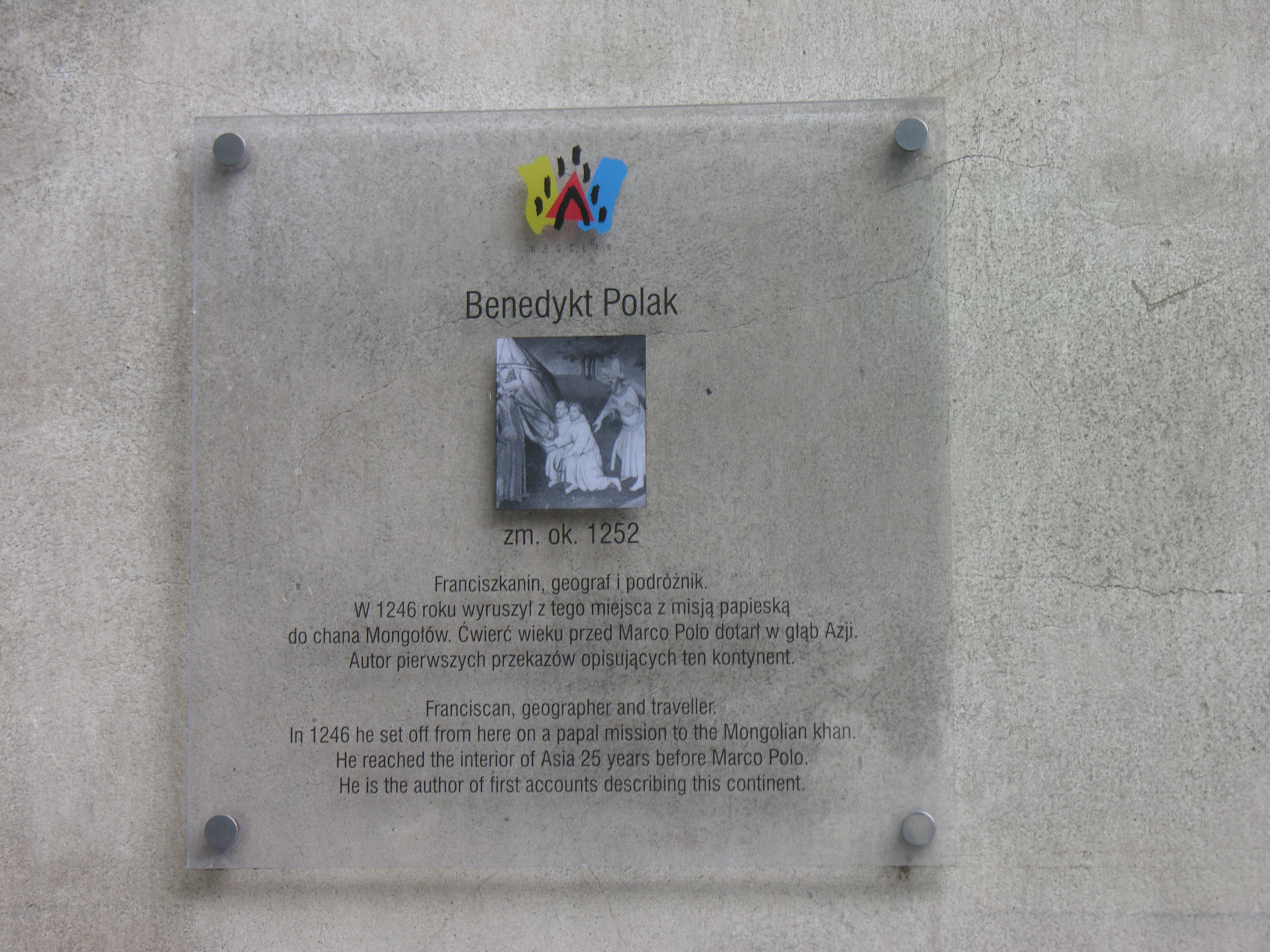
Placa comemorativa a Benedito em Breslávia

Benedito da Polônia (em latim: Benedictus Polonus; em polonês/polaco: Benedykt Polak; ca. 1200 – ca. 1280) foi o frade franciscano do século XIII que acompanhou João de Plano Carpini em sua viagem à corte do grão-cã do Império Mongol numa embaixada enviada pelo papa Inocêncio IV na esperança de converter os mongóis ao cristianismo e formar uma aliança com eles.